# انجمن تئوسوفی

توضیحات مهر انجمن تئوسوفی متشکل از نمادهای صلیب شکسته یا سواستیکا، ستاره داوود، ام، عنخ (کلید زندگی) و اوروبروس

انجمن تئوسوفی، سازمانی دربارهٔ تئوسوفی مدرن در جهت پیشبرد بنیان‌های تکامل معنوی و تحقیق در زمینه حقیقت است که در سال ۱۸۷۵ تشکیل شد. سازمان اولیه تئوسوفی پس از انشعابات فراوان، امروز چندین جانشین دارد. تئوسوفی امروزه یک مدرسه فلسفی فعال است و به واسطه فرایندی انشعابی، افزایشی را نسبت به دیگر عقاید مذهبی، فلسفی، عرفانی و سازمان‌ها تجربه کرده‌است.

## تاریخ

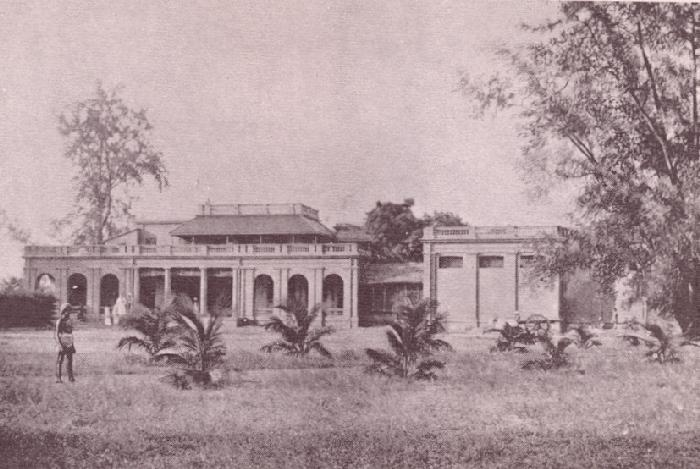
توضیحات انجمن تئوسوفی آدیار هند، ۱۸۹۰

### تشکیل
جامعه تئوسوفی به‌طور رسمی در نیویورک ایالات متحده آمریکا در نوامبر ۱۸۷۵ توسط هلن بلاواتسکی و هنری استیل الکات، ویلیام کوان جودج و دیگران تأسیس شد. هدف نخستینش مطالعه و توضیح علوم سری، علوم اسرارآمیز از قبیل روح و غیره بود. بعد از چندین سال الکات و بلاواتسکی به هند رفتند و دفتر مرکزی بین‌المللی این انجمن را درآدیار در مدرس(چینای فعلی) تأسیس کردند. آن‌ها همچنین به مطالعه مذاهب شرقی علاقه‌مند شدند و این مسائل در دستور کار این انجمن قرار گرفت. بعد از چندین بار بازگویی اهداف انجمن در نهایت اهداف این انجمن تکامل داده شد به:

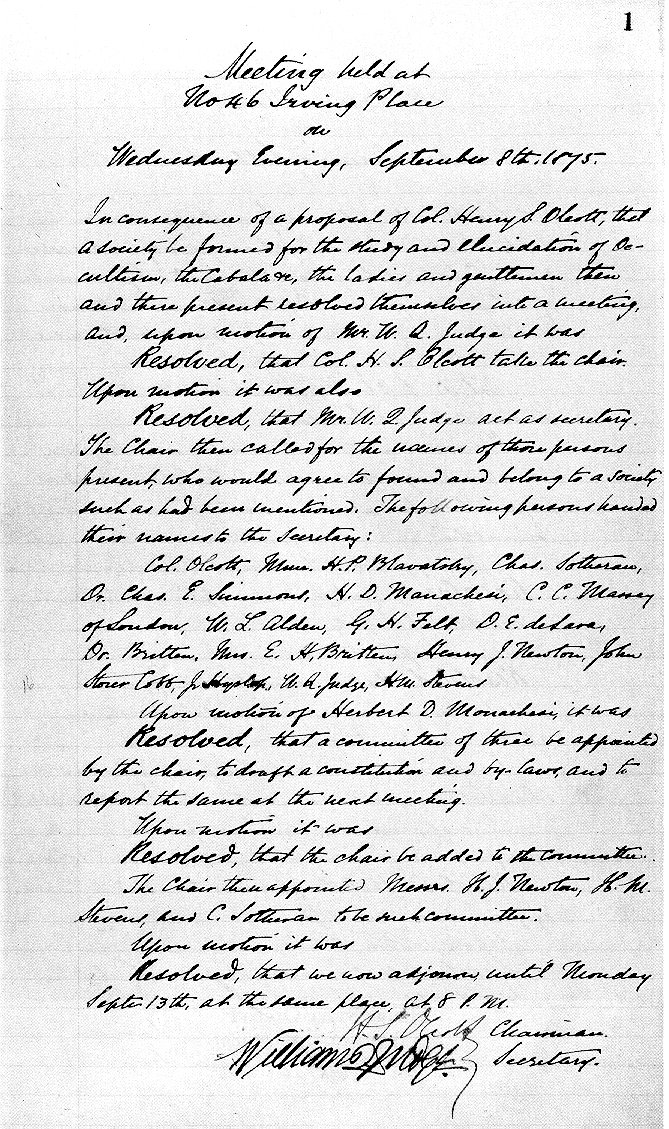
توضیحات نکات پیشنهادی جلسه تشکیل انجمن تئوسوفی، شهرنیویورک، ۸ سپتامبر ۱۸۷۵

1. تشکیل هستهٔ جهانی برادری بشریت، بدون تبعیض نژادی، عقیدتی، جنسیت، طبقه اجتماعی یا رنگ.
2. تشویق مطالعه تطبیقی ادیان، فلسفه و علم.
3. بررسی قوانین غیرقابل توضیح طبیعت و قدرت‌های نهفته در بشر

انجمن به عنوان نهادی با ماهیت غیرفرقه ایی سازمان دهی شد. در زیر اساسنامه و قواعد انجمن تئوسوفی، بیان می‌شود، ماده اول: اساسنامه
۴- انجمن تئوسوفی کاملاً غیرفرقه ای‌ست و التزام به هیچ فرمول اعتقادی، ایمانی یا آیینی برای تأیید عضویت در آن لازم نیست؛ اما هر متقاضی و عضوی بایستی با تلاش جهت ایجاد هسته ایی از برادری جهانی در بشریت، همدل باشد.
انجمن این نگاه را در مصوبه ایی که از تصویب شورای عمومی انجمن در ۲۳ دسامبر ۱۹۲۴ گذشت دوباره تأیید کرد.

### اساتید پنهان
یکی از اصول اصلی فلسفی که توسط انجمن ترویج شد نظریه پیچیده‌ای از تکامل هوشمند کل هستی بود که در مقیاس جهانی، هم جنبه‌های فیزیکی و هم غیرفیزیکی را از جهان شناخته شده و ناشناخته در برمی گرفت و همه بخش‌های تشکیل دهنده اش را صرف نظر از اندازه مشخص یا اهمیت، تحت تأثیر قرار می‌داد. این تئوری در اصل در کتاب «دکترین پنهانی»، اثر ۱۹۸۸ مادام بلاواتسکی منتشر شد. براساس این نگاه، تکامل بشریت در زمین (و فراسو) بخشی از تکامل کیهانی کلی است که توسط سلسله مراتب معنوی پنهانی، به اصطلاح اساتید حکمت باستان، که مقامات رده بالایی از موجودات پیشرفته معنوی را تشکیل می‌دهند نظارت می‌شود.
بلاواتسکی، انجمن تئوسوفی را یکی از تلاش‌های بسیار این سلسله مراتب پنهان در طول هزاران سال، جهت راهنمایی بشریت -و در هماهنگی با طرح کلی تکامل هوشمند کیهان- به سمت هدف نهایی غیرقابل تغییرش تشریح می‌کرد:
یعنی دستیابی به کمال و مشارکت ارادی و آگاهانه در فرایند تکامل. این تلاش‌ها به زیرساختی زمینی (همچون انجمن تئوسوفی) نیاز داشت که بلاواتسکی آن را با الهام از تعدادی ماهاتما که اعضای این سلسله مراتب پنهان بودند، بنیان گذاشت.

### انشعاب
بعد از مرگ هلنا بلاواتسکی در ۱۸۹۱، رهبران انجمن در ابتدا به نظر می‌رسید که با یکدیگر به‌طور مسالمت‌آمیزی کار کنند. اما این امر دوام چندانی نیاورد. ویلیام کوان جاج ابتدا توسط کلنل هنری استیل الکت و سپس توسط عضو برجسته تئوسوفی آنی بیسانت به نامه‌های جعلی از طرف ماهاتما متهم شد، همکاری اش را با آن‌ها در ۱۸۹۵ پایان داد و بسیاری از بخش آمریکایی انجمن را با خود برد. سازمان اصلی توسط الکت و بیسانت رهبری شد و تا به امروز در آدیار هند باقی‌مانده‌است و به عنوان انجمن تئوسوفی آدیار هند شناخته می‌شود.
گروه تحت رهبری جاج بعدها به جناحی تحت رهبری کاترین تینگل و جناح دیگری تحت رهبری منشی جاج، ارنست تیمپل هارگرو تقسیم شد. در حالیکه جناح هارگرو چندان دوامی نیافت، جناح تحت رهبری تینگل تا به امروز به عنوان «انجمن تئوسوفی» با ذکر صریح «دفتر مرکزی بین‌المللی پاسادینا، کالیفرنیا» باقی ست. سازمان سومی نیز به نام «لژ متحد تئوسوفیست» یا ULT در ۱۹۰۹ از سازمان اخیر جدا شد.
در ۱۹۰۲ رودلف اشتاینر به دبیر کلی بخش اتریش-آلمان انجمن تئوسوفی رسید. او گرایشی فلسفی-غربی و به نسبت مستقل از دفتر مرکزی آدیار داشت. بعد از برخوردهای فلسفی جدی با آنی بیسانت و دیگر اعضای رهبری در زمینه اهمیت معنوی مسیح و در زمینه جایگاه پسر جوانی به نام کریشنا مورتی، او و اکثر اعضای اتریشی و آلمانی در ۱۹۱۳ از انجمن جدا شدند و انجمن آنتروپوسوفیکال را تشکیل دادند که تا به امروز باقی ست و شاخه‌هایی در چندین کشور شامل آمریکا و کانادا دارد.

## معلم جهانی
علاوه بر اهداف ذکر شده، در اوایل ۱۸۸۹ بلاواتسکی به‌طور عمومی اعلام کرد که هدف از تأسیس انجمن به منظور آماده کردن بشریت جهت پذیرش معلمی جهانی بوده‌است. براساس دکترین تئوسوفی که در بالا تشریح شد، جنبه آشکاری از یک ماهیت معنوی پیشرفته (مایتره the Maitreya) در فواصل معین بر روی زمین به منظور هدایت تکامل نوع بشر ظهور می‌کند. مأموریت این پیام رسانان آشکارکننده، به‌طور منظم و به‌طور مشهور آن است که به‌طور عملی دانش مورد نیاز جهت سوق ان به سطح تکاملی بالاتر را به شیوه و زبانی که برای بشر معاصر قابل فهم باشد را تشریح کنند.
این قضیه توسط آنی بیسانت ۵ سال بعد از مرگ بلاواتسکی تکرار شد. بیسانت که رهبر انجمن تئوسوفی در ۱۹۰۷ گشت فکر می‌کرد که ظهور معلم جهانی زودتر از ترسیم زمانی که بلاواتسکی کرده بود که طبق آن نشان داده بود که این امر تا ربع آخر قرن ۲۰ اتفاق نخواهد افتاد، صورت می‌پذیرد.

### جیدو کریشنا مورتی
یکی از کسانی که ظهور قریب‌الوقوع مایتره را به عنوان معلم جهانی انتظار داشت چارلز لیدبیتر بود. در ۱۹۰۹ وی کریشنا مورتی را، نوجوان هندی که او، وی را به عنوان مناسب‌ترین کاندید جهت محملی برای معلم جهانی اعلام می‌کرد، کشف کرد. خانواده کریشنا مورتی چندین ماه پیش به دفتر مرکزی انجمن تئوسوفی در آدیار، هند نقل مکان کرده بود. در پی کشفش، کریشنا مورتی تحت حمایت انجمن قرار گرفته شد و به‌طور گسترده ایی جهت آماده‌سازی برای مأموریت مورد انتظار، از وی مواظبت شد.
هر چند قبل از ۱۹۲۵ کریشنا مورتی حرکتی به دور از مسیر مورد انتظاری که رهبران انجمن تئوسوفی در آدیار و بسیار از تئوسوفیست‌ها از وی داشتند، گرفته بود. در ۱۹۲۹ وی به‌طور علنی دستورالعمل استار (ستاره) را (سازمان جهانی که توسط رهبر انجمن تئوسوفی به منظور آماده کردن جهان برای آمدن مایتره و واگذاری نقش فرض شده اش به عنوان محملی برای معلم جهانی) منحل کرد. او در نهایت انجمن تئوسوفی را ترک کرد در مجموع در عین حال ارتباطش با عبارات دوستانه ایی با اعضای فردی انجمن باقی‌ماند. او ما بقی عمرش را در سفر به جهان به عنوان سخنگویی مستقل گذراند، که به‌طور گسترده ایی به عنوان متفکری اصیل در زمینه موضوعات معنوی، فلسفی و روانشناسانه شناخته شد.

## اختلاف و عقاید نژادی
بلاواتسکی فرض کرده بود که بشریت از طریق یک سری از مراحلی که نژادهای ریشه نامیده می‌شد تکامل یافته، در حال حاضر، آریایی، پنجمین نژاد ریشه (از هفت) می‌شد. نژادهای ریشه به اقوام اشاره نمی‌کرد. آن‌ها مراحل تکاملی کل بشریتی که وارد می‌شود را نشان می‌دهند، هر نژاد ریشه ایی جدید، پیشرفته تر از نژاد قبلی می‌باشد. او تعلیم داد که مرحله اولیه تکامل در آتلانتیس در طول چهارمین نژاد- ریشه اتفاق افتاده‌است. نژاد- ریشه آریایی تنها قدمی بعدی در پیشرفت تکاملی بود، که باید در نهایت با نژاد- ریشه معنوی تر ششم جایگزین می‌شد.

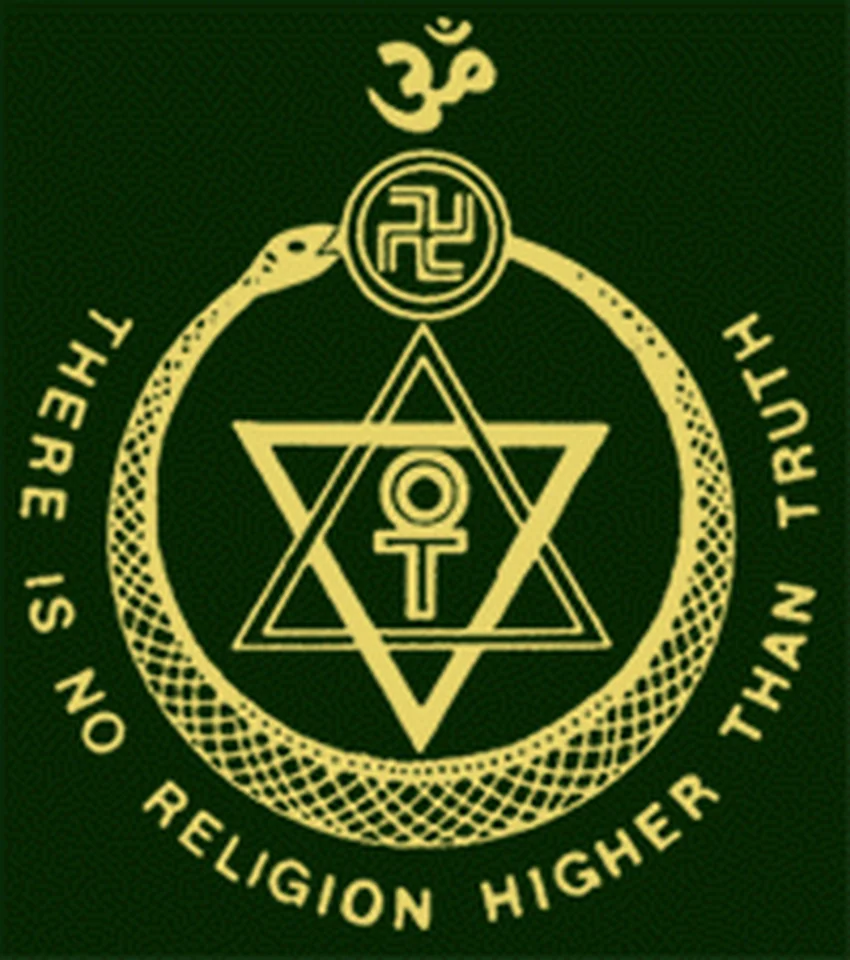

با در نظر گرفتن مفهوم نژاد همان‌طور که _ در شیوه ایی به نسبت با حد و حدود مشخص تر _ به وسیلهٔ انسان‌شناسی، جامعه‌شناسی و دیگر رشته‌ها تعریف شده، بلاواتسکی برتری را توسط هیچ شخص یا گروهی تشویق نکرد، بلکه ترویج ایدهٔ منشأ و سرنوشت مشترک همه بشریت و ایجاد اصل برادری جهانی به عنوان اولین هدف انجمن تئوسوفی مدنظر بود. او ضمن بیان تحمل مذهبی و بیان جامع اظهار می‌کرد، تئوسوفیست‌ها، در مجموع به همان اندازه که به کتاب مقدس احترام می‌گذارند و حقایق ابدی را در آن می‌یابند به همان اندازه به متون مقدس دیگر مردم احترام می‌گذارند و در آن‌ها نیز حقایق ابدی همانندی را همچون در وداها، زند اوستا، تریپیتاکا و… می‌یابند. در مقابل گویدو ون لیست، ملی‌گرای افراطی آلمانی- اتریشی و پیروانش همچون لانز ون لیبینفلز، بعداً به‌طور انتخابی بخش‌هایی از فلسفه سری بلاواتسکی را با ایده‌های ناسیونالیستی و فاشیستی در هم آمیختند؛ این سیستم تفکری به عنوان «آری سوفی» شناخته شد. بعضی محققان ترسیم کردن ارتباطاتی را بین آری سوفی و تئوسوفی بیان می‌کنند که دومی بیشتر بر روی تفاسیر هوشمندانه ایی از تکامل نژادی تکیه دارد. هر چند در اصول کلیدی تئوسوفی، بلاواتسکی بیان می‌کند که انجمن کالبدی بشردوستانه و علمی برای انتشار ایده برادری در عمل در عوض خطوط نظری است.

## افراد مرتبط و سازمان‌ها
در زیر افراد و گروه‌هایی که در زمان‌های مختلف اظهار شده یا اظهار کرده‌اند که با انجمن تئوسوفی، فلسفه، رهبر، شاخه‌ها در ارتباط بودند یا سازمان‌های نشات گرفته می‌باشند نشان داده شده به صورت الفبایی:
- آگنی یوگا Agni Yoga
- آناندا کالج Ananda College
- آنتروپوسوفی Anthroposophy
- کلیسای جهانی و پیروزی Church Universal and Triumphant
- هالکیون کالیفرنیا Halcyon, California
- کلیسای کاتولیک لیبرال Liberal Catholic Church
- دستورالعمل معبد صلیب سرخ Order of the Temple of the Rosy Cross
- Schola Philosophicae Initiationis
- انجمن تئوسوفی آریا ساماج Theosophical Society of the Arya Samaj